# André Elissen
André Elissen (Frechen, 12 februari 1960) is een Nederlands politicus namens de PVV.
Elissen was rechercheur en politiecommissaris, alsmede oprichter van het Europees Netwerk Drugsexpertise (END).
Bij de verkiezingen van 2010 werd Elissen gekozen als lid van de Tweede Kamer. In 2011 diende hij samen met fractiegenote Lilian Helder drie initiatiefwetsvoorstellen in over modernisering van het koningschap. Het betrof onder meer het uit de regering halen van 'de Koning', de eedaflegging door de Koning en de procedure voor kabinetsformatie. Bij de Tweede Kamerverkiezingen van 2012 was hij wederom kandidaat, maar hij werd niet gekozen.
In 2014 werd Elissen bij de gemeenteraadsverkiezingen gekozen als lid van de gemeenteraad van Den Haag.
Elissen was bij de verkiezingen voor het Europees Parlement in 2014 kandidaat, maar werd niet gekozen. Op 13 juni 2017 trad hij alsnog toe tot het Europees Parlement als opvolger van Vicky Maeijer, die gekozen was als lid van de Tweede Kamer.
Elissen was op kosten van Rusland als ‘verkiezingswaarnemer’ in Moskou in 2017, aldus Follow the Money.
Bij de Europese Parlementsverkiezingen van 2019 stond Elissen op de vierde plaats van de kandidatenlijst van de PVV, wat niet voldoende was om herkozen te worden.